# Neuroleon dianae
Neuroleon dianae är en insektsart som beskrevs av Hölzel 1972. Neuroleon dianae ingår i släktet Neuroleon och familjen myrlejonsländor. Inga underarter finns listade i Catalogue of Life.